# Mistrovství světa ve fotbale 2014 – skupina E
Skupina E Mistrovství světa ve fotbale 2014 byla jednou z osmi základních skupin tohoto šampionátu. Nalosovány do ní byly celky Švýcarska, Ekvádoru, Francie a Hondurasu.

## Týmy
| Pozice při losu (nasazení) | Tým       | Kvalifikován jako            | Datum zajištění účasti | Pořadí účasti na MS | Poslední účast | Nejlepší umístění              | Žebříček FIFA | Žebříček FIFA |
| Pozice při losu (nasazení) | Tým       | Kvalifikován jako            | Datum zajištění účasti | Pořadí účasti na MS | Poslední účast | Nejlepší umístění              | Říjen 2013    | Červen 2014   |
| -------------------------- | --------- | ---------------------------- | ---------------------- | ------------------- | -------------- | ------------------------------ | ------------- | ------------- |
| E1                         | Švýcarsko | vítěz skupiny E UEFA         | 11. října 2013         | 10.                 | 2010           | Čtvrtfinále (1934, 1938, 1954) | 7             | 6             |
| E2                         | Ekvádor   | 4. místo CONMEBOL            | 15. října 2013         | 3.                  | 2006           | Osmifinále (2006)              | 22.           | 26.           |
| E3                         | Francie   | vítěz baráže UEFA            | 19. listopadu 2013     | 14.                 | 2010           | Vítězové (1998)                | 21.           | 17.           |
| E4                         | Honduras  | 3. místo třetí fáze CONCACAF | 15. října 2013         | 3.                  | 2010           | Základní skupina (1982, 2010)  | 34.           | 33.           |

Poznámka: Žebříček z října 2013 byl použit pro určení nasazení při konečném pořadí losování skupin na Mistrovství světa. Žebříček z června 2014 ukazuje aktuální pořadí mužstva ve světovém žebříčku FIFA.

## Tabulka
| Legenda                                                  |
| -------------------------------------------------------- |
| Vítěz skupiny a druhý v pořadí postupující do osmifinále |

| Tým       | Z | V | R | P | VG | IG | +/− | B |
| --------- | - | - | - | - | -- | -- | --- | - |
| Francie   | 3 | 2 | 1 | 0 | 8  | 2  | +6  | 7 |
| Švýcarsko | 3 | 2 | 0 | 1 | 7  | 6  | +1  | 6 |
| Ekvádor   | 3 | 1 | 1 | 1 | 3  | 3  | 0   | 4 |
| Honduras  | 3 | 0 | 0 | 3 | 1  | 8  | −7  | 0 |

Všechny časy zápasů jsou v SELČ.

## Zápasy

### Švýcarsko vs Ekvádor
Oba týmy se ještě nikdy předtím spolu nestřetly.
| 15. června 2014 18:00       |        |                 |                                                                                    |
| Švýcarsko                   | 2 : 1  | Ekvádor         | Estádio Nacional Mané Garrincha, Brasília diváci: 68 351 rozhodčí: Ravshan Irmatov |
| Mehmedi 48' Seferović 90+3' | Zpráva | E. Valencia 22' | Estádio Nacional Mané Garrincha, Brasília diváci: 68 351 rozhodčí: Ravshan Irmatov |

| Švýcarsko | Ekvádor |

| BR              | 1  | Diego Benaglio       |     |     |
| PO              | 2  | Stephan Lichtsteiner |     |     |
| SO              | 20 | Johan Djourou        | 84' |     |
| SO              | 5  | Steve von Bergen     |     |     |
| LO              | 13 | Ricardo Rodríguez    |     |     |
| DZ              | 11 | Valon Behrami        |     |     |
| DZ              | 8  | Gökhan İnler (c)     |     |     |
| PK              | 23 | Xherdan Shaqiri      |     |     |
| ÚZ              | 10 | Granit Xhaka         |     |     |
| LK              | 14 | Valentin Stocker     |     | 46' |
| SÚ              | 19 | Josip Drmić          |     | 75' |
| Nahrazující:    |    |                      |     |     |
| ÚT              | 18 | Admir Mehmedi        |     | 46' |
| ÚT              | 9  | Haris Seferović      |     | 75' |
| Trenér:         |    |                      |     |     |
| Ottmar Hitzfeld |    |                      |     |     |

| BR             | 22 | Alexander Domínguez  |     |     |
| PO             | 4  | Juan Carlos Paredes  | 53' |     |
| SO             | 3  | Frickson Erazo       |     |     |
| SO             | 2  | Jorge Guagua         |     |     |
| LO             | 10 | Walter Ayoví         |     |     |
| PZ             | 16 | Antonio Valencia (c) |     |     |
| SZ             | 23 | Carlos Gruezo        |     |     |
| SZ             | 6  | Christian Noboa      |     |     |
| LZ             | 7  | Jefferson Montero    |     | 77' |
| SÚ             | 11 | Felipe Caicedo       |     | 70' |
| SÚ             | 13 | Enner Valencia       |     |     |
| Nahrazující:   |    |                      |     |     |
| ZÁ             | 15 | Michael Arroyo       |     | 70' |
| ZÁ             | 9  | Joao Rojas           |     | 77' |
| Trenér:        |    |                      |     |     |
| Reinaldo Rueda |    |                      |     |     |

| Muž zápasu: Xherdan Shaqiri Asistenti rozhodčího: Abdukhamidullo Rasulov Bahadyr Kochkarov Čtvrtý rozhodčí: Svein Oddvar Moen Pátý rozhodčí: Kim Haglund |

### Francie vs Honduras
Oba týmy se ještě spolu nikdy neutkaly.
| 15. června 2014 21:00                        |        |          |                                                                       |
| Francie                                      | 3 : 0  | Honduras | Estádio Beira-Rio, Porto Alegre diváci: 43 012 rozhodčí: Sandro Ricci |
| Benzema 45' (pen.), 72' Valladares 48' (vl.) | Zpráva |          | Estádio Beira-Rio, Porto Alegre diváci: 43 012 rozhodčí: Sandro Ricci |

| Francie | Honduras |

| BR               | 1  | Hugo Lloris (c)   |       |     |
| PO               | 2  | Mathieu Debuchy   |       |     |
| SO               | 4  | Raphaël Varane    |       |     |
| SO               | 5  | Mamadou Sakho     |       |     |
| LO               | 3  | Patrice Evra      | 7'    |     |
| DZ               | 6  | Yohan Cabaye      | 45+2' | 65' |
| SZ               | 14 | Blaise Matuidi    |       |     |
| SZ               | 19 | Paul Pogba        | 28'   | 57' |
| PÚ               | 8  | Mathieu Valbuena  |       | 78' |
| SÚ               | 10 | Karim Benzema     |       |     |
| LÚ               | 11 | Antoine Griezmann |       |     |
| Nahrazující:     |    |                   |       |     |
| ZÁ               | 18 | Moussa Sissoko    |       | 57' |
| ZÁ               | 12 | Rio Mavuba        |       | 65' |
| ÚT               | 9  | Olivier Giroud    |       | 78' |
| Trenér:          |    |                   |       |     |
| Didier Deschamps |    |                   |       |     |

| BR                   | 18 | Noel Valladares (c) |          |     |
| PO                   | 3  | Maynor Figueroa     |          |     |
| SO                   | 21 | Brayan Beckeles     |          |     |
| SO                   | 5  | Víctor Bernárdez    |          | 46' |
| LO                   | 7  | Emilio Izaguirre    |          |     |
| PZ                   | 17 | Andy Najar          |          | 58' |
| SZ                   | 19 | Luis Garrido        | 83'      |     |
| SZ                   | 8  | Wilson Palacios     | 28', 43' |     |
| LZ                   | 15 | Roger Espinoza      |          |     |
| DÚ                   | 13 | Carlo Costly        |          |     |
| SÚ                   | 11 | Jerry Bengtson      |          | 46' |
| Nahrazující:         |    |                     |          |     |
| ZÁ                   | 14 | Óscar García        | 53'      | 46' |
| OB                   | 2  | Osman Chávez        |          | 46' |
| ZÁ                   | 20 | Jorge Claros        |          | 58' |
| Trenér:              |    |                     |          |     |
| Luis Fernando Suárez |    |                     |          |     |

| Muž zápasu: Karim Benzema Asistenti rozhodčího: Emerson de Carvalho Marcelo Van Gasse Čtvrtý rozhodčí: Peter O'Leary Pátý rozhodčí: Jan-Hendrik Hintz |

### Švýcarsko vs Francie
Obě mužstva se spolu utkala v předchozích třiceti šesti zápasech, mimo jiné i v základní skupině Mistrovství světa 2006, kde utkaní skončilo nerozhodně 0:0.
| 20. června 2014 21:00  |        |                                                             |                                                                   |
| Švýcarsko              | 2 : 5  | Francie                                                     | Arena Fonte Nova, Salvador diváci: 51 003 rozhodčí: Björn Kuipers |
| Džemaili 81' Xhaka 87' | Zpráva | Giroud 17' Matuidi 18' Valbuena 40' Benzema 67' Sissoko 73' | Arena Fonte Nova, Salvador diváci: 51 003 rozhodčí: Björn Kuipers |

| Švýcarsko | Francie |

|                 |    |                      |  |     |
|                 |    |                      |  |     |
| BR              | 1  | Diego Benaglio       |  |     |
| PO              | 2  | Stephan Lichtsteiner |  |     |
| SO              | 20 | Johan Djourou        |  |     |
| SO              | 5  | Steve von Bergen     |  | 9'  |
| LO              | 13 | Ricardo Rodríguez    |  |     |
| SZ              | 11 | Valon Behrami        |  | 46' |
| SZ              | 8  | Gökhan İnler (c)     |  |     |
| PK              | 23 | Xherdan Shaqiri      |  |     |
| ÚZ              | 10 | Granit Xhaka         |  |     |
| LK              | 18 | Admir Mehmedi        |  |     |
| SÚ              | 9  | Haris Seferović      |  | 69' |
| Nahrazující:    |    |                      |  |     |
| OB              | 4  | Philippe Senderos    |  | 9'  |
| ZÁ              | 15 | Blerim Džemaili      |  | 46' |
| ÚT              | 19 | Josip Drmić          |  | 69' |
| Trenér:         |    |                      |  |     |
| Ottmar Hitzfeld |    |                      |  |     |

|                  |    |                   |     |     |
|                  |    |                   |     |     |
| BR               | 1  | Hugo Lloris (c)   |     |     |
| PO               | 2  | Mathieu Debuchy   |     |     |
| SO               | 4  | Raphaël Varane    |     |     |
| SO               | 5  | Mamadou Sakho     |     | 66' |
| LO               | 3  | Patrice Evra      |     |     |
| DZ               | 6  | Yohan Cabaye      | 88' |     |
| SZ               | 18 | Moussa Sissoko    |     |     |
| SZ               | 14 | Blaise Matuidi    |     |     |
| PÚ               | 8  | Mathieu Valbuena  |     | 82' |
| SÚ               | 9  | Olivier Giroud    |     | 63' |
| LÚ               | 10 | Karim Benzema     |     |     |
| Nahrazující:     |    |                   |     |     |
| ZÁ               | 19 | Paul Pogba        |     | 63' |
| OB               | 21 | Laurent Koscielny |     | 67' |
| ZÁ               | 11 | Antoine Griezmann |     | 82' |
| Trenér:          |    |                   |     |     |
| Didier Deschamps |    |                   |     |     |

| Muž zápasu: Karim Benzema Asistenti rozhodčího: Sander van Roekel Erwin Zeinstra Čtvrtý rozhodčí: Svein Oddvar Moen Pátý rozhodčí: Kim Haglund |

### Honduras vs Ekvádor
Oba týmy se spolu střetly v předchozích třinácti zápasech a ve všech případech to byla přátelská utkání. Naposledy se spolu střetly v roce 2013, kdy zápas skončil remízou 2:2. Oba trenéři jsou Kolumbijci a v minulosti vedli opačný tým, Luis Fernando Suárez trénoval Ekvádor v letech 2004–2007, kdy se třeba v roce 2006 probojoval s týmem na Mistrovství světa a Reinaldo Rueda vedl Honduras v letech 2006–2010 a například v roce 2010 se s mužstvem dostal na světový šampionát. Honduraský záložník Wilson Palacios byl suspendován na tento zápas, poté, co byl vyloučen v utkání proti Francii.
| 20. června 2014 24:00 |        |                      |                                                                  |
| Honduras              | 1 : 2  | Ekvádor              | Arena da Baixada, Curitiba diváci: 39 224 rozhodčí: Ben Williams |
| Costly 31'            | Zpráva | E. Valencia 34', 65' | Arena da Baixada, Curitiba diváci: 39 224 rozhodčí: Ben Williams |

| Honduras | Ekvádor |

|                      |    |                     |       |     |
|                      |    |                     |       |     |
| BR                   | 18 | Noel Valladares (c) |       |     |
| PO                   | 21 | Brayan Beckeles     |       |     |
| SO                   | 5  | Víctor Bernárdez    | 7'    |     |
| SO                   | 3  | Maynor Figueroa     |       |     |
| LO                   | 7  | Emilio Izaguirre    |       | 46' |
| PZ                   | 14 | Óscar García        |       | 83' |
| SZ                   | 19 | Luis Garrido        |       | 71' |
| SZ                   | 20 | Jorge Claros        |       |     |
| LZ                   | 15 | Roger Espinoza      |       |     |
| DÚ                   | 13 | Carlo Costly        |       |     |
| SÚ                   | 11 | Jerry Bengtson      | 45+3' |     |
| Nahrazující:         |    |                     |       |     |
| OB                   | 6  | Juan Carlos García  |       | 46' |
| ZÁ                   | 10 | Mario Martínez      |       | 71' |
| ZÁ                   | 23 | Marvin Chávez       |       | 83' |
| Trenér:              |    |                     |       |     |
| Luis Fernando Suárez |    |                     |       |     |

|                |    |                      |     |       |
|                |    |                      |     |       |
| BR             | 22 | Alexander Domínguez  |     |       |
| PO             | 4  | Juan Carlos Paredes  |     |       |
| SO             | 3  | Frickson Erazo       |     |       |
| SO             | 2  | Jorge Guagua         |     |       |
| LO             | 10 | Walter Ayoví         |     |       |
| PZ             | 16 | Antonio Valencia (c) | 57' |       |
| SZ             | 14 | Oswaldo Minda        |     | 83'   |
| SZ             | 6  | Christian Noboa      |     |       |
| LZ             | 7  | Jefferson Montero    | 80' | 90+2' |
| SÚ             | 11 | Felipe Caicedo       |     | 82'   |
| SÚ             | 13 | Enner Valencia       | 73' |       |
| Nahrazující:   |    |                      |     |       |
| ZÁ             | 8  | Édison Méndez        |     | 82'   |
| ZÁ             | 23 | Carlos Gruezo        |     | 83'   |
| OB             | 21 | Gabriel Achilier     |     | 90+2' |
| Trenér:        |    |                      |     |       |
| Reinaldo Rueda |    |                      |     |       |

| Muž zápasu: Enner Valencia Asistenti rozhodčího: Matthew Cream Hakan Anaz Čtvrtý rozhodčí: Juiči Nišimura Pátý rozhodčí: Toru Sagara |

### Honduras vs Švýcarsko
Oba týmy se spolu utkaly pouze v jednom utkání a to v základní skupině Mistrovství světa ve fotbale 2010, kde zápas skončil remízou 0:0.
Vítězství Švýcarska 3:0 zařídil hattrickem Xherdan Shaqiri, který ještě před zápasem poznamenal, že samotný hráč v utkání moc nezmůže. Byl to druhý hattrick na tomto šampionátu (první vstřelil Němec Thomas Müller proti Portugalsku v základní skupině G) a jubilejní padesátý v historii mistrovství světa. Švýcarsko postoupilo do osmifinále.
| 25. června 2014 22:00 |        |                      |                                                                  |
| Honduras              | 0 : 3  | Švýcarsko            | Arena da Amazônia, Manaus diváci: 40 322 rozhodčí: Néstor Pitana |
|                       | Zpráva | Shaqiri 6', 31', 71' | Arena da Amazônia, Manaus diváci: 40 322 rozhodčí: Néstor Pitana |

| Honduras | Švýcarsko |

|                      |    |                     |     |     |
|                      |    |                     |     |     |
| BR                   | 18 | Noel Valladares (c) |     |     |
| PO                   | 21 | Brayan Beckeles     |     |     |
| SO                   | 5  | Víctor Bernárdez    |     |     |
| SO                   | 3  | Maynor Figueroa     |     |     |
| LO                   | 6  | Juan Carlos García  |     |     |
| SZ                   | 20 | Jorge Claros        |     |     |
| SZ                   | 8  | Wilson Palacios     |     |     |
| PK                   | 14 | Óscar García        |     | 77' |
| LK                   | 15 | Roger Espinoza      |     | 46' |
| DÚ                   | 13 | Carlo Costly        |     | 40' |
| SÚ                   | 11 | Jerry Bengtson      |     |     |
| Nahrazující:         |    |                     |     |     |
| ÚT                   | 9  | Jerry Palacios      | 66' | 40' |
| ZÁ                   | 23 | Marvin Chávez       |     | 46' |
| ZÁ                   | 17 | Andy Najar          |     | 77' |
| Trenér:              |    |                     |     |     |
| Luis Fernando Suárez |    |                     |     |     |

|                 |    |                      |  |     |
|                 |    |                      |  |     |
| BR              | 1  | Diego Benaglio       |  |     |
| PO              | 2  | Stephan Lichtsteiner |  |     |
| SO              | 20 | Johan Djourou        |  |     |
| SO              | 22 | Fabian Schär         |  |     |
| LO              | 13 | Ricardo Rodríguez    |  |     |
| SZ              | 11 | Valon Behrami        |  |     |
| SZ              | 8  | Gökhan İnler (c)     |  |     |
| PK              | 23 | Xherdan Shaqiri      |  | 87' |
| ÚZ              | 10 | Granit Xhaka         |  | 77' |
| LK              | 18 | Admir Mehmedi        |  |     |
| SÚ              | 19 | Josip Drmić          |  | 74' |
| Nahrazující:    |    |                      |  |     |
| ÚT              | 9  | Haris Seferović      |  | 74' |
| OB              | 6  | Michael Lang         |  | 77' |
| ZÁ              | 15 | Blerim Džemaili      |  | 87' |
| Trenér:         |    |                      |  |     |
| Ottmar Hitzfeld |    |                      |  |     |

| Muž zápasu: Xherdan Shaqiri Asistenti rozhodčího: Hernán Maidana Juan Pablo Belatti Čtvrtý rozhodčí: Milorad Mažić Pátý rozhodčí: Milovan Ristić |

### Ekvádor vs Francie
Oba týmy se spolu střetly pouze v jednom zápase a to v přátelském utkání v roce 2008, kde góly Bafétimbiho Gomise zvítězila Francie 2:0.
Oba týmy neměly jistý postup, Francie měla výhodu více bodů a příznivého skóre, její nepostup byl málo pravděpodobný, mohla si dovolit za určitých podmínek i porážku. Zato Ekvádor potřeboval bodovat a ještě se musel ohlížet na průběh paralelně hraného utkání Honduras - Švýcarsko. Francie již hrála vlažněji nežli v předchozích zápasech, Ekvádorci toho nedokázali využít a střetnutí skončilo bezbrankovou remízou, která poslala domů jihoamerický tým.
| 25. června 2014 22:00 |        |         |                                                                              |
| Ekvádor               | 0 : 0  | Francie | Estádio do Maracanã, Rio de Janeiro diváci: 73 749 rozhodčí: Noumandiez Doué |
|                       | Zpráva |         | Estádio do Maracanã, Rio de Janeiro diváci: 73 749 rozhodčí: Noumandiez Doué |

| Ekvádor | Francie |

|                |    |                      |     |     |
|                |    |                      |     |     |
| BR             | 22 | Alexander Domínguez  |     |     |
| PO             | 4  | Juan Carlos Paredes  |     |     |
| SO             | 2  | Jorge Guagua         |     |     |
| SO             | 3  | Frickson Erazo       | 83' |     |
| LO             | 10 | Walter Ayoví         |     |     |
| PZ             | 16 | Antonio Valencia (c) | 50' |     |
| SZ             | 14 | Oswaldo Minda        |     |     |
| SZ             | 6  | Christian Noboa      |     | 89' |
| LZ             | 7  | Jefferson Montero    |     | 63' |
| SÚ             | 15 | Michael Arroyo       |     | 82' |
| SÚ             | 13 | Enner Valencia       |     |     |
| Nahrazující:   |    |                      |     |     |
| ZÁ             | 5  | Renato Ibarra        |     | 63' |
| OB             | 21 | Gabriel Achilier     |     | 82' |
| ÚT             | 11 | Felipe Caicedo       |     | 89' |
| Trenér:        |    |                      |     |     |
| Reinaldo Rueda |    |                      |     |     |

|                  |    |                     |  |     |
|                  |    |                     |  |     |
| BR               | 1  | Hugo Lloris (c)     |  |     |
| PO               | 15 | Bacary Sagna        |  |     |
| SO               | 21 | Laurent Koscielny   |  |     |
| SO               | 5  | Mamadou Sakho       |  | 61' |
| LO               | 17 | Lucas Digne         |  |     |
| DZ               | 22 | Morgan Schneiderlin |  |     |
| SZ               | 19 | Paul Pogba          |  |     |
| SZ               | 14 | Blaise Matuidi      |  | 67' |
| PK               | 11 | Antoine Griezmann   |  | 79' |
| LK               | 18 | Moussa Sissoko      |  |     |
| SÚ               | 10 | Karim Benzema       |  |     |
| Nahrazující:     |    |                     |  |     |
| OB               | 4  | Raphaël Varane      |  | 61' |
| ÚT               | 9  | Olivier Giroud      |  | 67' |
| ÚT               | 20 | Loïc Rémy           |  | 79' |
| Trenér:          |    |                     |  |     |
| Didier Deschamps |    |                     |  |     |

| Muž zápasu: Alexander Domínguez Asistenti rozhodčího: Songuifolo Yeo Jean-Claude Birumushahu Čtvrtý rozhodčí: Björn Kuipers Pátý rozhodčí: Sander van Roekel |